# Kraï de Touroukhansk

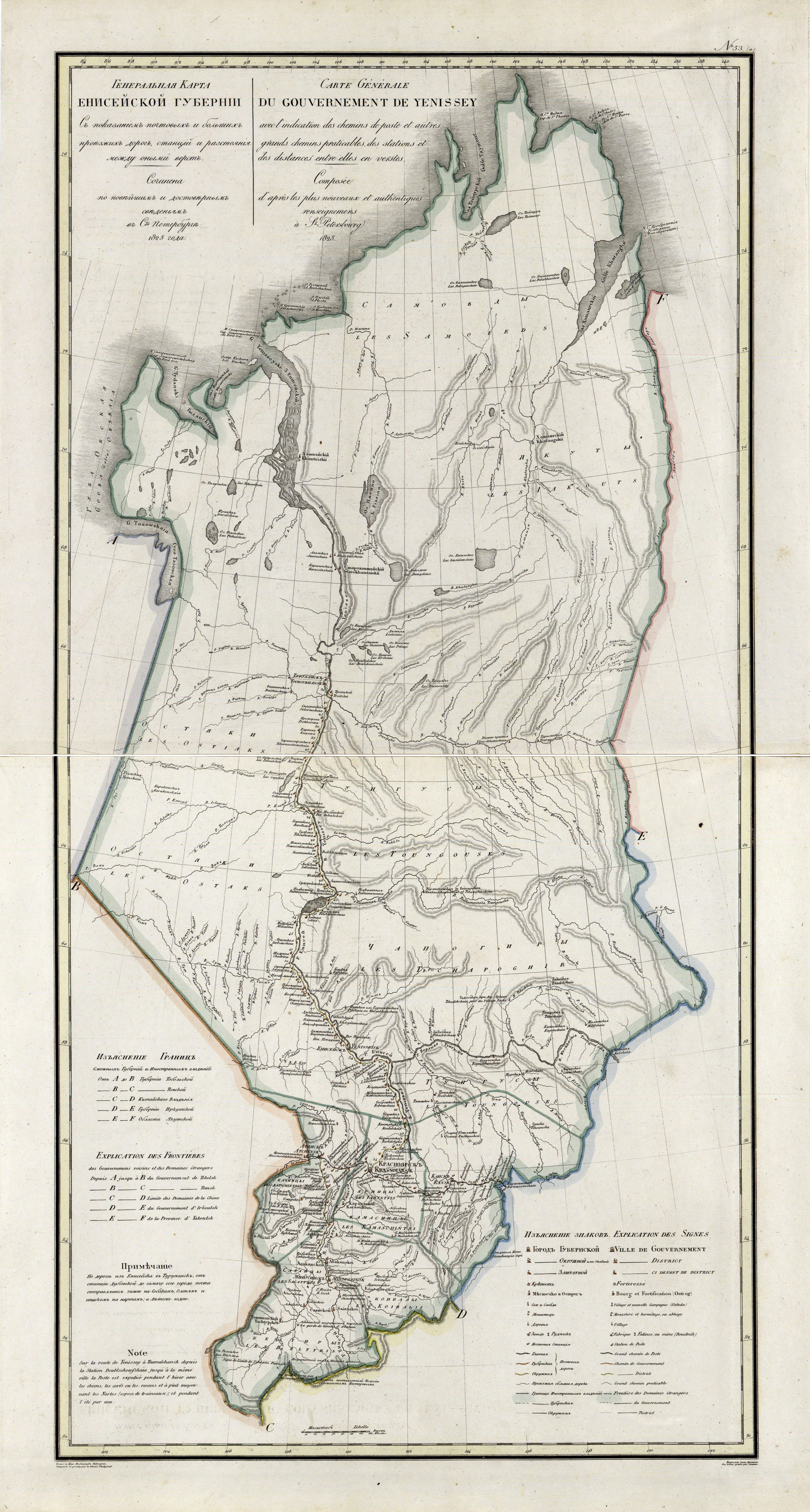
Carte du gouvernement de l'Ienisseï de 1821 en langue française et en russe.

Le kraï de Touroukhansk (en russe : Туруханский край) est un kraï historique de Sibérie orientale, en aval de l'Ienisseï, (avec le village de Touroukhansk au centre), ancienne unité administrative du nord du Gouvernement du Ienisseï, actuellement partie nord du territoire du Kraï de Krasnoïarsk. Les autorités et l'autonomie locale du pouvoir russe sur ces régions datent du XVIe siècle.